# Escut de Montitxelvo
L'escut de Montitxelvo és un símbol representatiu oficial de Montitxelvo, municipi del País Valencià, a la comarca de la Vall d'Albaida. Té el següent blasonament:
| « | Escut quadrilong de punta redona. En camp d'atzur, un cérvol d'or, terrassat de sinople. Al timbre, corona reial oberta. | » |

## Història
L'escut s'aprovà per Resolució de 30 de juliol de 2007, publicada al DOCV núm. 5.594, de 7 de setembre de 2007.
El cérvol és un senyal parlant referent a l'origen llatí del topònim, Monte Cervu ('Muntanya del Cérvol'), amb la palatalització pròpia del mossàrab, possiblement referit al tossal de la Creueta.
A l'Arxiu Històric Nacional es conserven dos segells en tinta de Montitxelvo, un de la Presidència de l'Ajuntament i l'altre de l'Alcaldia, de 1877. Al segell de l'Ajuntament ja hi apareix el cérvol. Al de l'Alcaldia hi apareix una al·legoria de la justícia.

Segell de l'Ajuntament (AHN, 1877).
Segell de l'Alcaldia (AHN, 1877).

Aquestes empremtes van acompanyades de la següent nota:
| « | (castellà) El sello de la presid.ª del Ayunt.º fue hecho en el año 1847 a consecuencia de una orden del Gobierno superior, cuyo sello conserva la historia de la derivación del nombre del pueblo que proviene de Monte-del-Ciervo. Posteriormente se hizo el sello particular de la Alcaldía, el cual simboliza la Justicia en la figura del centro. Es lo único que se sabe en este pueblo acerca de su historia. | (català) El segell de la presidència de l'Ajuntament fou fet l'any 1847 a conseqüència d'una ordre del Govern superior, el segell conserva la història de la derivació del nom del poble que prové de Mont-del-Cérvol. Posteriorment fou fet el segell particular de l'Ajuntament, el qual simbolitza la Justícia amb la figura del centre. És l'únic que se sap en aquest poble sobre la seua història. | » |